# Luciano Floridi

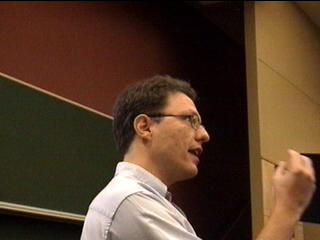
Luciano Floridi

Luciano Floridi (* 16. November 1964 in Rom) ist ein italienischer Philosoph.

## Leben
Floridi wurde als Sohn eines Allgemeinarztes geboren. Er studierte Philosophie – zunächst bis 1988 an der Universität La Sapienza in Rom und danach an der Universität von Warwick (Großbritannien). An die Universität von Warwick ging er, um bei Susan Haack zu studieren. In Warwick wurde er 1990 promoviert. Nach Lehr- und Forschungsaufträgen an verschiedenen Hochschulen wurde Floridi im Jahr 2008 auf den Forschungslehrstuhl für Informationsphilosophie der Universität von Herfordshire sowie auf den UNESCO-Lehrstuhl für Informationsethik und Computerethik berufen, den er bis 2014 innehatte. Er war bis 2017 außerdem Fellow am St Cross College der University of Oxford. Seit 2013 ist er Professor für Philosophie und Informationsethik der University of Oxford. Seit 2017 ist er Direktor des Digital Ethics Lab der University of Oxford.
Seit 2014 gehört Floridi einem honorarfreien Beirat mit insgesamt acht externen Experten aus europäischen Ländern an, den Google Inc. zur Umsetzung des EuGH-Urteils vom 13. Mai 2014 zum Recht auf Vergessenwerden gründete. Der Beirat soll den Suchmaschinenbetreiber bei der Erarbeitung eines Lösch-Leitfadens beraten.
Floridi ist verheiratet mit der Neurowissenschaftlerin Anna Christina Nobre (genannt Kia Nobre), die er 2000 kennenlernte.

## Lehre
Seine wichtigsten Arbeitsgebiete sind Informationsethik und die Informationsphilosophie. Praktische Schwerpunkte liegen in der ethischen Gestaltung globaler vernetzter Kommunikationssysteme wie dem World Wide Web und in der Theorie Autonomer Agenten im Forschungsfeld der Künstlichen Intelligenz.
Floridi beschäftigt sich ausführlich mit Werk und Wirkung von Alan Turing. Er geht systematisch von einer tiefgreifenden kulturellen und lebenspraktischen Wende aus, die eng verwoben ist mit dem Fortschritt unserer Informations- und Kommunikationstechnologie.
Er entwirft eine philosophische Methode und ein philosophisches System, die ein angemessenes Arbeiten mit den Phänomenen dieses Wandels und innerhalb der veränderten Arbeitsbedingungen einer veränderten Welt erlauben. Eine zentrale Kategorie seiner Philosophie (in Die 4. Revolution) ist die globale „Infosphäre“, in die natürliche wie künstlich intelligente Akteure durch Vernetzung eingebunden sind.

## Werke

### Monografien
- Scepticism and the Foundation of Epistemology - A Study in the Metalogical Fallacies. Brill, Leiden 1996, ISBN 90-04-10533-6.
- Internet – An Epistemological Essay. Il Saggiatore, Milano 1997.
- Philosophy and Computing. An Introduction. Routledge, London / New York 1999, ISBN 0-415-18024-4.
- Sextus Empiricus, The Recovery and Transmission of Pyrrhonism. Oxford University Press, Oxford 2002, ISBN 0-19-514671-9.
- Information (Very Short Introductions). Oxford University Press, Oxford 2010, ISBN 978-0-19-955137-8.
- The Philosophy of Information. Oxford University Press, Oxford 2013, ISBN 978-0-19-923239-0.
- The Ethics of Information. Oxford University Press, Oxford 2013, ISBN 978-0-19-964132-1.
- The Fourth Revolution. How the Infosphere is Reshaping Human Reality. Oxford University Press, Oxford 2014, ISBN 978-0-19-960672-6.
  - Die 4. Revolution. Wie die Infosphäre unser Leben verändert, aus dem Englischen von Axel Walter, Suhrkamp Verlag, Berlin 2015. 314 S. ISBN 978-3-518-58679-2.
- The Logic of Information. Oxford University Press, Oxford 2019, ISBN 978-0-19-883363-5.

### Herausgeberschaft
- The Blackwell Guide to the Philosophy of Computing and Information. Blackwell, Oxford 2003, ISBN 0-631-22919-1.
- The Cambridge Handbook of Information and Computer Ethics. Cambridge University Press, Cambridge 2010, ISBN 978-0-521-71772-4.
- mit Mariarosaria Taddeo: The Ethics of Informational Warfare. Springer, Heidelberg 2014, ISBN 978-3-319-04134-6.
- mit Phyllis Illari: The Philosophy of Information Quality. Springer, Heidelberg 2014, ISBN 978-3-319-07120-6.
- Protection of Information and the Right to Privacy. A New Equilibrium? Springer, Heidelberg 2014, ISBN 978-3-319-05720-0.
- The Onlife Manifesto. Being Human in a Hyperconnected Era. Springer, Heidelberg 2014, ISBN 978-3-319-04092-9.

### Weitere Publikationen
- L. Floridi, M. Chiriatti: GPT-3: Its Nature, Scope, Limits, and Consequences. In: Minds & Machines. Band 30, 2020, S. 681–694. doi:10.1007/s11023-020-09548-1